# So Far Away (canción de Dire Straits)
«So Far Away» es una canción interpretada por la banda de rock británica Dire Straits y lanzada como sencillo en 1985 perteneciente al álbum Brothers in Arms.

## Desempeño comercial
«So Far Away» fue el primer sencillo de Brothers in Arms, lanzado en el Reino Unido y Europa el 8 de abril de 1985. La canción alcanzó el puesto veinte en el Reino Unido, número cuatro en Noruega, puesto seis en Suiza, siete en Suecia y puesto treinta y tres en Italia. El sencillo también fue lanzado en Australia y alcanzó el veintidós. 
Después de la canción subió al número veintinueve en el Billboard Hot Mainstream Rock Tracks en el 1985. «So Far Away» fue lanzado un año más tarde como tercer sencillo del álbum en América del Norte, donde alcanzó el puesto tres en el Hot Adult Contemporary Tracks, debutó en el puesto diecinueve en el Billboard Hot 100, dándole a la banda su tercera canción consecutiva en el Top 20, del álbum Brothers in Arms en el Hot 100. 
La canción es reconocida fácilmente por su introducción de sintetizadores, que siguen durante toda la canción y hacen algunos solos mezclados con la guitarra pesada de Mark Knopfler, el piano de Alan Clark y la guitarra rítmica de Jack Sonni.

## Lado B
En Europa no aparece «So Far Away», la sustituye el sencillo «Walk of Life», en el álbum Brothers in Arms. Esta canción sería a su vez lanzada como el único cuarto sencillo oficial del álbum en Europa (segundo lugar en América del Norte) a finales de 1985, logró el puesto siete en el Billboard Hot 100 y dos en el Reino Unido. Dire Straits llegó al puesto más alto en su país.
En Estados Unidos, la canción utilizada para el lado B es «If I Had You». En Canadá se lanzó una edición limitada en un doble disco de vinilo, con una versión extendida de «So Far Away» lanzado junto con «Going Home» y «Sultans of Swing».